# 사랑은 아무나 하나 (노래)
사랑은 아무나 하나는 2000년에 가수 태진아에 의해 발표된 노래이다. 청소년들에게 인지도가 매우 높아지며 크게 히트를 친 노래다.

## 가사
1. 사랑은 아~무나 하나 사랑은 아무나 하나
사~랑은 아무나 하나 눈이라도 마주쳐야~지
만~남의 기쁨~도 이별의 아픔도 두 사람이 만~드는 걸
어느 세~월~에 너와 내가 만나 점 하나를 찍을까
사랑은 아~무나 하나 어느 누가 쉽다고 했나

2. 사랑은 아~무나 하나 사랑은 아무나 하나
사~랑은 아무나 하나 흔히 하는 얘기가 아니~지
만~나고 만나~도 느끼지 못 하면 외로운건 마찬가지야
어느 세~월~에 너와 내가 만나 점 하나를 찍을까
사랑은 아~무나 하나 어느 누가 쉽다고 했나
어느 세~월~에 너와 내가 만나 점~ 하~나를 찍을까
사랑은 아~무나 하나 어느 누가 쉽다고 했나